# Rheumaptera culoti
Rheumaptera culoti är en fjärilsart som beskrevs av Felix Bryk 1921. Rheumaptera culoti ingår i släktet Rheumaptera och familjen mätare. Inga underarter finns listade.